# العروس (مجلة)
العروس كانت مجلة نسائية وكانت واحدة من أقدم المنشورات النسائية في الشرق الأوسط. وكانت أيضًا أول مجلة نسائية عربية في سوريا. صدرت المجلة بين عامي 1910 و1925 مع بعض الانقطاعات. كانت مؤسسة المجلة ورئيسة تحريرها سيدة سورية تدعى ماري عجمي. كان مقرها أولًا في الإسكندرية بمصر، ثم في دمشق بسوريا.

## التاريخ والملف الشخصي
أسست مجلة العروس السيدة ماري عجمي، وهي سيدة سريانية أرثوذكسية، وكان مقرها في الإسكندرية عام 1910، وصُنفت مجلة نسائية، وكانت مؤلفة من 32 صفحة. صدر العدد الأول منها في كانون الأول من ذلك العام. كما قامت عجمي بتحرير المجلة التي تضمنت مقالات عن التاريخ والأدب والثقافة والطب مع التركيز على مشاكل المرأة. وبعد فترة وجيزة من انطلاقها، انتقلت المجلة إلى دمشق، مسقط رأس ماري عجمي. وقد وُسِّعَت لتصبح مجلة شهرية مكونة من 40 صفحة والتي توقفت مؤقتًا عن النشر في عام 1914 عندما بدأت الحرب العالمية الأولى.
عادت المجلة للنشر في دمشق بعد انتهاء الحرب عام 1918 وكان عدد صفحاتها 60 صفحة. انهارت شركة العروس في عام 1925 بسبب الاحتلال الفرنسي والثورة السورية الكبرى.

## المساهمون
ومن بين المساهمين البارزين في العروس خليل جبران وميخائيل نعيمة وإيليا أبو ماضي ومعروف الرصافي وعباس محمود العقاد.